# Flavio Schmutz
Flavio Schmutz (* 8. Oktober 1994 in Andwil TG) ist ein Schweizer Eishockeyspieler, der seit Juli 2020 bei den SCL Tigers aus der Schweizer National League unter Vertrag steht und dort auf der Position des Centers bzw. linken Flügelstürmers spielt. Seine Brüder Silvio und Reto sind ebenfalls professionelle Eishockeyspieler.

## Karriere
Schmutz spielte im Nachwuchs des SC Weinfelden und des PIKES EHC Oberthurgau. Im Sommer 2011 wagte der Stürmer den Schritt ins Ausland und wechselte in den Nachwuchsbereich des schwedischen Vereins VIK Västerås HK.
Nach drei Spielzeiten in der schwedischen Nachwuchsliga kehrte er in sein Heimatland zurück und spielte in der Saison 2014/15 für die Rapperswil-Jona Lakers in der National League A (NLA). Wegen einer Schulterverletzung musste jedoch lange aussetzen. Nach dem NLA-Abstieg mit Rapperswil wechselte er im Sommer 2015 zu Fribourg-Gottéron, blieb somit in der höchsten Spielklasse. Zur Saison 2020/21 ging Schmutz zu den SCL Tigers.

### International
Schmutz kam in den Altersstufen U16, U17, U18, U19 sowie U20 zu Länderspielen für die Schweiz. Der Stürmer lief zunächst beim Europäischen Olympischen Winter-Jugendfestival 2011, das die Eidgenossen auf dem dritten Rang abschlossen, auf. Es folgten Einsätze bei der U18-Junioren-Weltmeisterschaft 2012 und der U20-Junioren-Weltmeisterschaft 2014. Zudem spielte er beim Ivan Hlinka Memorial Tournament 2011.

## Erfolge und Auszeichnungen
- 2011 Bronzemedaille beim Europäischen Olympischen Winter-Jugendfestival

## Karrierestatistik
Stand: Ende der Saison 2024/25

### International
Vertrat die Schweiz bei:
- Europäisches Olympisches Winter-Jugendfestival 2011
- Ivan Hlinka Memorial Tournament 2011
- U18-Junioren-Weltmeisterschaft 2012
- U20-Junioren-Weltmeisterschaft 2014

(Legende zur Spielerstatistik: Sp oder GP = absolvierte Spiele; T oder G = erzielte Tore; V oder A = erzielte Assists; Pkt oder Pts = erzielte Scorerpunkte; SM oder PIM = erhaltene Strafminuten; +/− = Plus/Minus-Bilanz; PP = erzielte Überzahltore; SH = erzielte Unterzahltore; GW = erzielte Siegtore; 1 Play-downs/Relegation; Kursiv: Statistik nicht vollständig)